# Sveti Jurij, Rogašovci
Sveti Jurij este o localitate din comuna Rogašovci, Slovenia, cu o populație de 478 de locuitori.